# Esélyegyenlőségi Magazin
Az Esélyegyenlőségi Magazin magyarországi rádióműsor, 2005-ben hozta létre Bratkó József és mozgássérült felesége.
Elsőként a debreceni rádióban került adásba, és egyre több helyi és körzeti rádióállomás csatlakozott a műsorhoz, kezdeményezéshez.

## A műsor célcsoportja
A műsor célcsoportja a hátrányos helyzetűek, a fogyatékkal élők és a kisgyermekes családok. A műsor célcsoportjának hiányos információit bővíti a műsor tájékoztató jelleggel, s mindezek mellett a szórakoztatásra is törekszik. A rádióműsor rendszeresen kéthetenként jelentkezik a helyi és körzeti média platformjain, a Magyarország rádióadásokban. Számos színes riport hangzik el a műsorban az egészséggel, a sporttal, a tanulással, a képzéssel, a joggal, a kultúrával összefüggésben.

## Külső hivatkozások
- Esélyegyenlőségi Magazin facebook oldal
- M1 Esély című műsorba
- M1 Esély Egy igazi love story
- Élet kép szeptember 9.
- Carissimi 2014/ április 1 oldal 2 oldal
- Hírnök 2015. április 16.
- Humanistás 2010. október
- Costa Coffee times 2015. május